# 尤哈·兰塔西拉
尤哈·兰塔西拉（芬蘭語：Juha Rantasila，1945年6月5日—），芬兰男子冰球运动员，场上位置是后卫。他曾代表芬兰国家队参加1968年和1972年冬季奥林匹克运动会冰球比赛，均获得第五名。